# Braune Hainsimse
Die Braune Hainsimse (Luzula alpinopilosa) ist eine Pflanzenart aus der Gattung Hainsimsen (Luzula) innerhalb der Familie der Binsengewächse (Juncaceae).

## Beschreibung

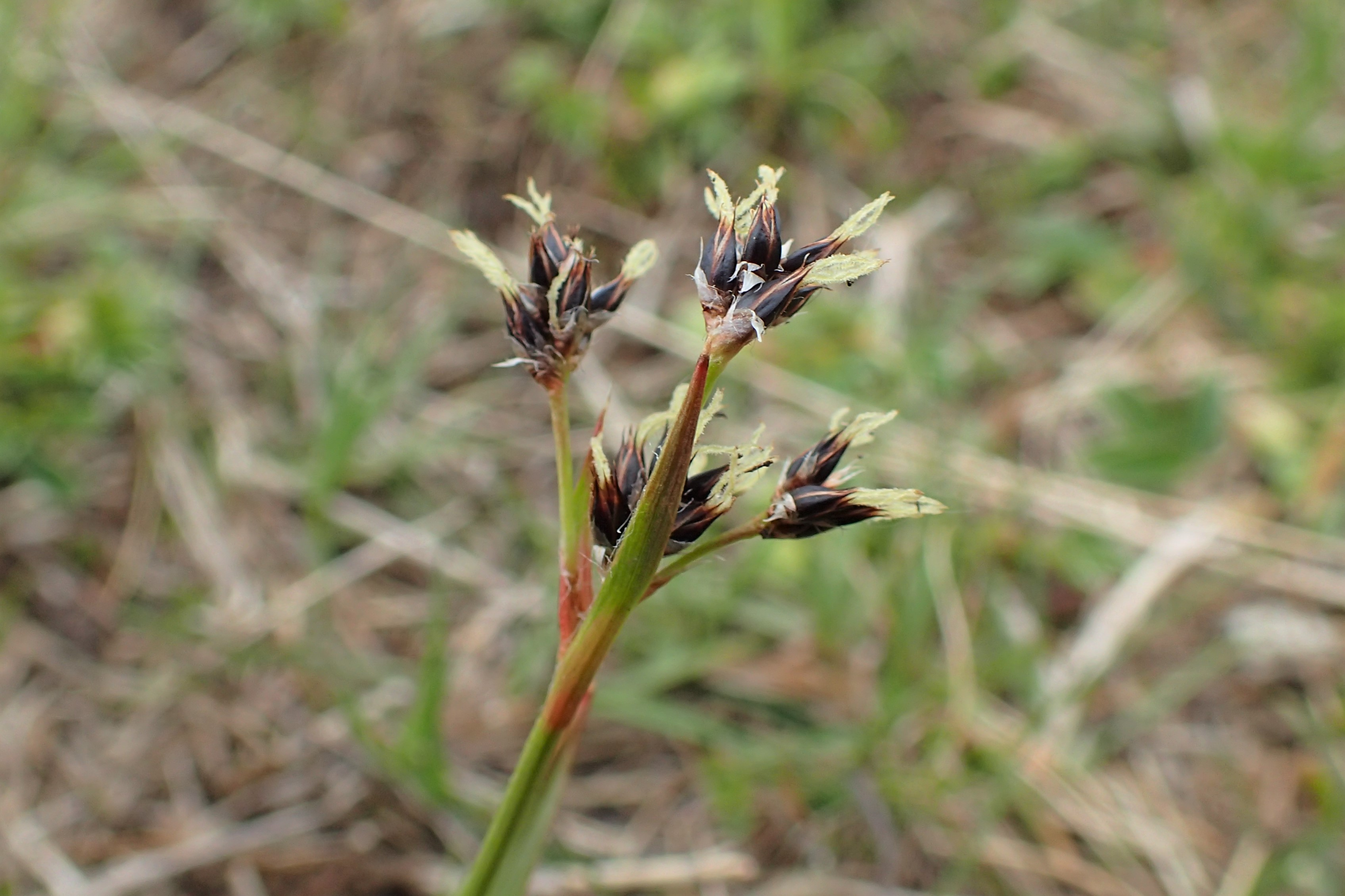
Blütenstand

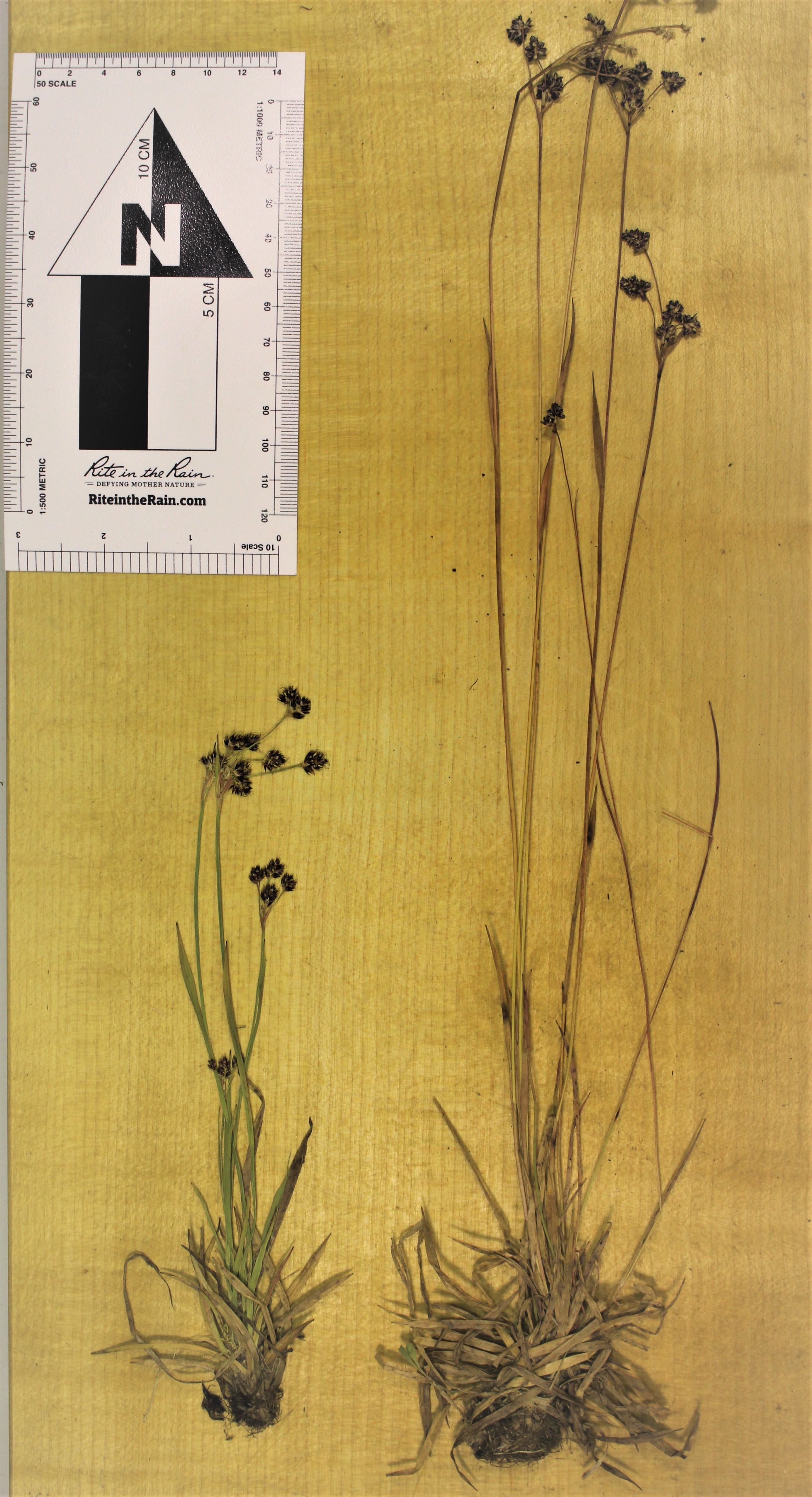
Links Braune Hainsimse, rechts Feld-Hainsimse (Luzula campestris)

### Vegetative Merkmale
Die Braune Hainsimse wächst als ausdauernde krautige Pflanze und erreicht Wuchshöhen von 5 bis 20, selten bis zu 40 Zentimetern. Sie bildet lange unterirdische Ausläufer und Rasen. Der aufrechte oder aufsteigende Stängel ist bei Durchmessern von 1 bis 1,3 Millimetern relativ dünn, stielrund, glatt und bis zur Spitze beblättert. Die untersten Blätter sind zu braun gefärbten Blattscheiden reduziert. Die folgenden Blätter haben eine enge, an der Mündung dünn büschelig behaarte Blattscheide. Ihre Blattspreiten sind flach, 1 bis 3,5, selten bis zu 5 Millimeter breit und am Rand nur spärlich behaart oder ganz kahl.

### Generative Merkmale
Die Blütezeit reicht von Juli bis August. Das unterste Tragblatt des Blütenstands ist kürzer als der Blütenstand. Der Blütenstand ist eine endständige, zusammengesetzte Spirre und besteht aus mehreren gestielten und sitzenden Köpfchen mit jeweils bis zu zwölf Blüten; die seitlichen Köpfchen sind zur Fruchtzeit nickend. Alle Blütenhüllblätter 2 bis 2,5 Millimeter lang, braun bis fast schwarz und allmählich zugespitzt. Die sechs Staubblätter sind kürzer als die Blütenhüllblätter. Die Staubbeutel sind drei– bis viermal so lang wie die Staubfäden. Der Griffel ist kürzer als der Fruchtknoten und endet in langen, aufrechten, grünlich-weißen Narben.
Die braune oder schwarz-braune und glänzende Kapselfrucht ist mit einer Länge von 2 bis 2,5, selten bis 2,8 zu Millimetern gleich lang oder etwas länger als die Blütenhüllblätter und dreiseitig-eiförmig bis dreiseitig-kugelig mit deutlich stachelspitzigem oberen End. Die hell-braunen Samen sind 1 bis 1,3 Millimeter lang und tragen ein kleines Anhängsel.
Die Chromosomenzahl beträgt 2n = 12.

## Vorkommen
Die Braune Hainsimse kommt zerstreut aber gesellig in Schneeboden-Gesellschaften der subalpinen und alpinen Höhenstufe von den Alpen bis in den Balkan (Dinariden) vor. Sie unterstreicht in ihrem Lebensraum einen feuchten kühlen Standortcharakter. Sie gedeiht meist auf schneewasserfeuchten, meist offenen und feinskelettreichen Standorten in Schneetälchengesellschaften. Vergesellschaftet ist sie unter anderen mit der Rasen-Schmiele (Deschampsia cespitosa), der Stumpfblättrigen Weide (Salix retusa), der Kraut-Weide (Salix herbacea), dem Zwerg-Augentrost (Euphrasia minima), der Gämsen-Binse (Juncus jacquinii) und dem Violett-Schwingel (Festuca violacea). Sie ist namengebende Charakter- und Kennart der Pflanzengesellschaft des Luzuletum alpinopilosae Br.-Bl. Diese tritt auf ruhenden Grobschutt- und Blockhalden an steilen Hängen mit acht bis neun Monaten Schneebedeckung der Alpen auf. Hinzu kommt noch Zweiblütiges Sandkraut (Arenaria biflora) sowie der Gelbling (Sibbaldia procumbens). Der von der Braunen Hainsimse besiedelte Standort zeigt humusreiche, auffallend feuchte Böden, die jedoch nie staunass sowie oberflächlich entkalkt sind.
Allgemein besiedelt Luzula alpinopilosa in der alpinen und subalpinen Stufe von 1250, meist 1700 bis 3250 Metern Schneetälchen, Schneehanglagen, Felsrunsen, Schutthalden und Bachufer. Sie ist nur auf kalkarmen, gut durchfeuchteten, meist offenen und feinskelettreichen Lehmböden anzutreffen. Die Braune Hainsimse ist Assoziationscharakterart (in der ssp. alpinopilosa) einer eigenständigen Schneebodengesellschaft der Silikatalpen, die BRAUN-BLANQUET 1926 als Luzuletum alpino-pilosae (Salicion herbaceae) beschrieben hat. Dieser Alpen-Hainsimsenrasen ist vor allem in den tieferen Lagen der alpinen Stufe zu finden.
Ökologisch fungieren „Polser“ der Braunen Hainsimse als Schuttstauer, indem sie zu den ersten Pflanzenbeständen führen die ruhende Inseln in sich dem Schutt entgegenstemmenden Hindernissen bilden.
In Deutschland beschränkt sich ihr Vorkommen auf die Nördlichen Kalkalpen in Bayern sowie einen einzelnen isolierten Fund am Großen Arber im Bayerischen Wald. Sie wird nur in den Allgäuer Alpen, dem Wetterstein sowie den Berchtesgadener Alpen gefunden.
Die ökologischen Zeigerwerte nach Landolt et al. 2010 sind in der Schweiz: Feuchtezahl F = 3+w (feucht aber mäßig wechselnd), Lichtzahl L = 4 (hell), Reaktionszahl R = 2 (sauer), Temperaturzahl T = 1 (alpin und nival), Nährstoffzahl N = 2 (nährstoffarm), Kontinentalitätszahl K = 2 (subozeanisch).

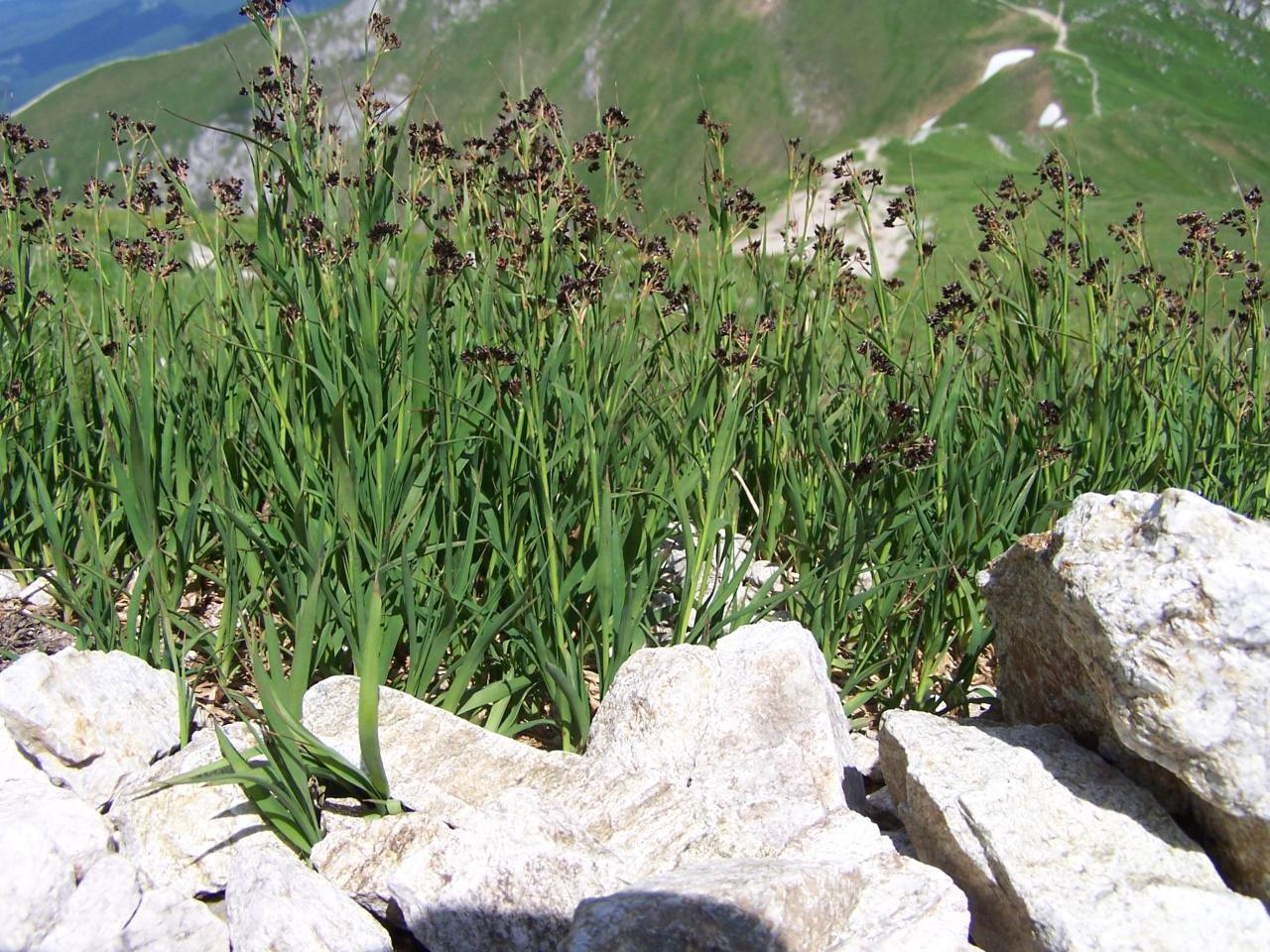
Habitus im Habitat von Luzula alpinopilosa subsp. alpinopilosa

## Systematik
Die Erstveröffentlichung von Juncus alpinopilosus erfolgte 1786 durch Dominique Chaix in Villars: Histoire des Plantes de Dauphiné, Band 1, Seite 318. Die Neukombination zu Luzula alpinopilosa (Chaix) Breistr. wurde 1947 durch Maurice A.F. Breistroffer in Bulletin de la Société Scientifique du Dauphiné, Series 6, Band 1, Seite 609 veröffentlicht.
Verwandte Arten der Braunen Hainsimse kommen in der Arktis sowie in nordwestlichen Nordamerika vor.

### Unterarten
Je nach Autor gibt es etwa drei Unterarten der Braunen Hainsimse:
- Luzula alpinopilosa subsp. alpinopilosa (Syn.: Luzula alpinopilosa subsp. candollei (E.Mey.) Rothm., Luzula spadicea DC.): Die kommt in Spanien, Frankreich, Deutschland, in der Schweiz, in Österreich, Italien und in Slowenien vor.[8]
- Luzula alpinopilosa subsp. deflexa (Kožuharov) Kirschner (Syn.: Luzula alpinopilosa subsp. velenovskyi (Kožuharov) Chrtek & Křísa): Sie kommt im früheren Jugoslawien, Albanien, Bulgarien und in Griechenland vor.[8]
- Luzula alpinopilosa subsp. obscura S.E.Fröhner: Sie kommt in Polen, in der Slowakei, in der Ukraine und in Rumänien vor.[8]

Die Braune Hainsimse ist im europäischen Areal durch vier Unterarten vertreten, die durch unterschiedliche Spreitenbreite der die grundständige Rosette bildenden Blätter gekennzeichnet sind; schmale Blätter (1–4 mm) besitzen die Populationen aus den Alpen: subsp. alpinopilosa und subsp. candollei. In den Karpaten wächst die durch 3–6 mm breite Blätter charakterisierte subsp. obscura. In den Gebirgen der Balkanhalbinsel (Bulgarien und das angrenzende jugoslawische Mazedonien) wachsen Populationen, die Josef Velenovský 1898 irrtümlicherweise als Luzula glabrata (ein Endemit der Ostalpen) bezeichnete, an welche Art jene durch ihren robusten Wuchs erinnern. Kožuharov stellte diese Pflanzen als var. velenovskyi zur Art Luzula spadicea. Diese Pflanzen aus den Gebirgslagen Bulgariens und Nord-Mazedoniens werden heute taxonomisch gültig als Luzula alpinopilosa subsp. deflexa (Kožuharov) Kirschner abgegrenzt. Sie sind durch auffallend breite Blätter (6–8 mm), robusten Wuchs (bis 50 cm hoch) und durch zu dritt und mehr zusammengedrängte Blüten in apikalen, dichasialen Blütenständen charakterisiert.